# Samtgemeinde Heemsen
Samtgemeinde Heemsen er en Samtgemeinde ("fælleskommune" eller amt) i den nordlige centrale del af Landkreis Nienburg/Weser i den tyske delstat Niedersachsen, beliggende nord for Nienburg.

## Geografi
Floden Weser løber i Samtgemeinden, og danner en del af dens vestgrænse.

### Inddeling
I Samtgemeinde Heemsen ligger kommunerne:
- Drakenburg,
- Haßbergen,
- Rohrsen,
- Heemsen med landsbyerne Anderten, Gadesbünden og Lichtenmoor.

Administrationen ligger i Rohrsen.